# Cattedrale di San Rombaldo
La cattedrale di San Rombaldo, o in olandese Sint-Romboutskathedraal è l'edificio religioso più importante della città di Malines, nelle Fiandre. È sede dell'arcidiocesi di Malines-Bruxelles, metropolitana-primaziale del Belgio. È dedicata a san Rombaldo, monaco di origini irlandesi che, eletto vescovo a Roma, cristianizzò il Brabante.
Il suo possente campanile di 97,27 m, già ammirato da Vauban, le ha meritato il riconoscimento dell'UNESCO che la inserì nella lista dei campanili di Belgio e Francia del Patrimonio mondiale dell'umanità.
Nel 1985, in occasione della visita per il suo 65º compleanno, papa Giovanni Paolo II vi ha celebrato la messa.

## Storia e descrizione

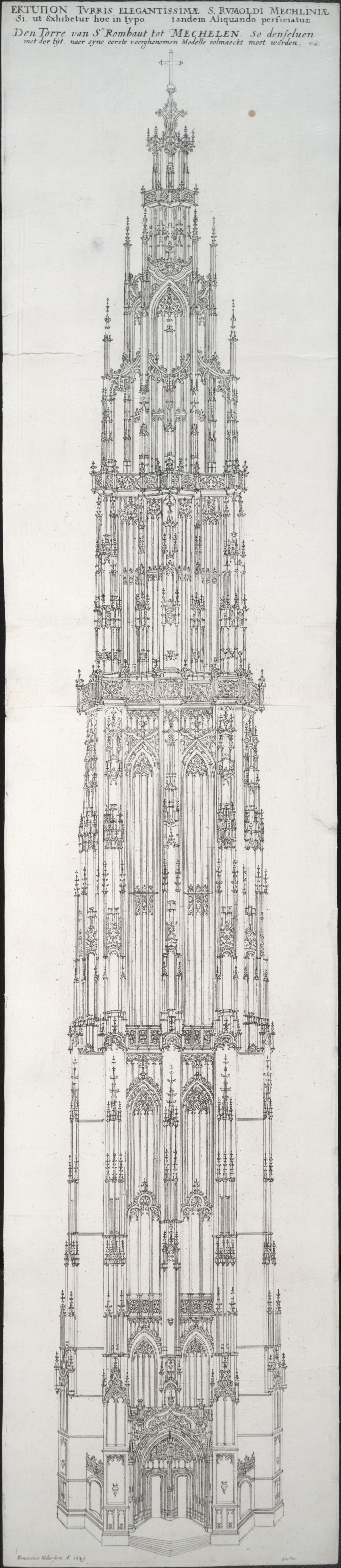
il progetto della torre a 167 metri

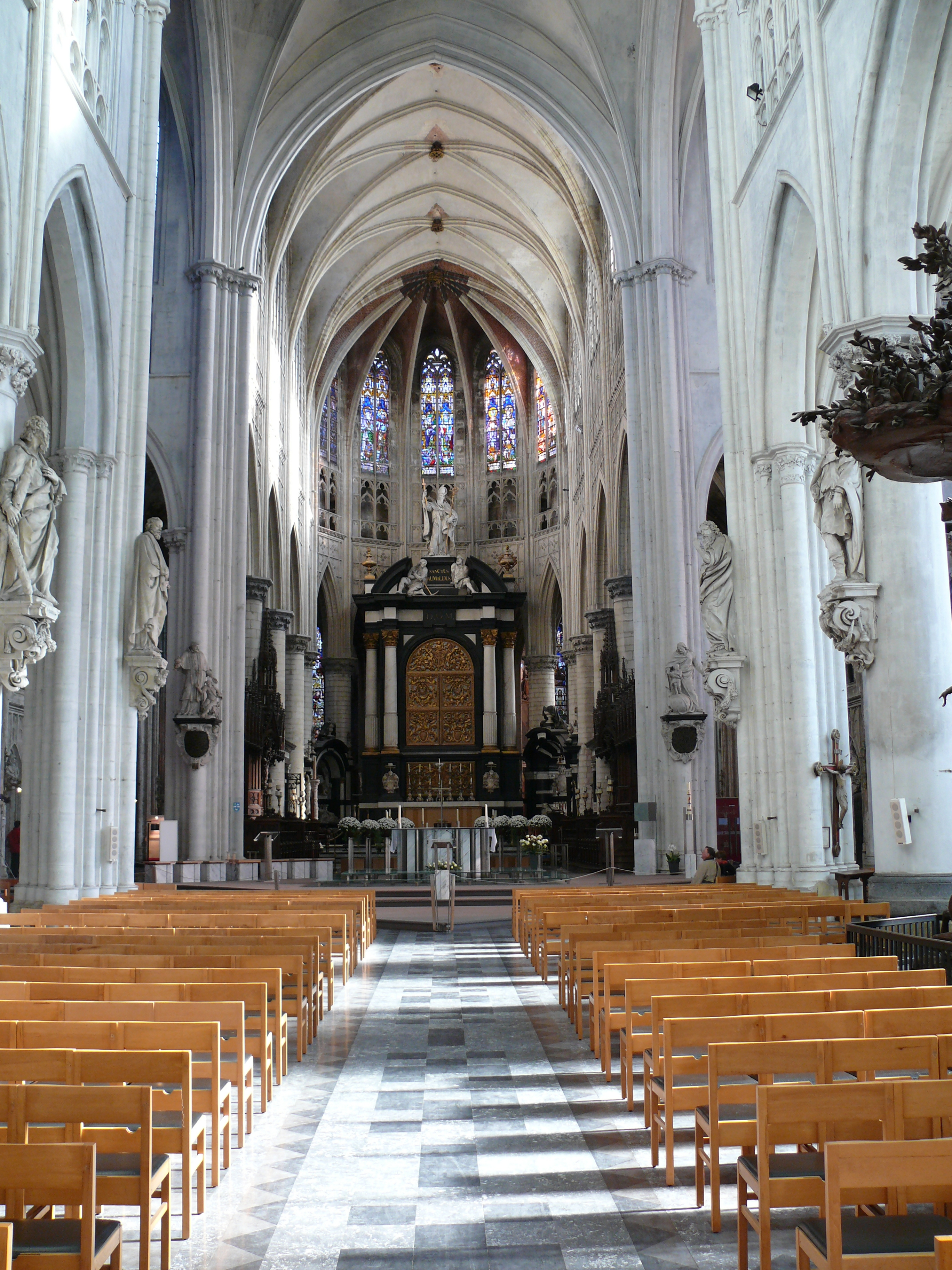
l'interno

La costruzione della cattedrale iniziò nel 1217 in stile gotico e venne consacrata nel 1312, al compimento del coro, del transetto e di tre campate della navata centrale.
Intorno al 1335 iniziò una nuova fase di costruzione e ampliamento dell'edificio secondo i nuovi criteri dello stile gotico brabantino che, insieme alla Cattedrale di Anversa, costituirà il più alto esempio di quello stile. L'architetto Jean d'Oisy alzò la navata e il coro, inserendo inoltre un deambulatorio a sette cappelle radiali. Morto d'Oisy nel 1375, le volte furono completate tra il 1437 (navata) e il 1451 (coro). Le architetture del XIV secolo sono considerate come il primo esempio del Gotico brabantino, direttamente impiegate nella costruzione della vicina chiesa di San Gummaro a Lier.
Dal 1452 al 1520 venne costruita la torre, ad opera della famiglia di costruttori cittadini Keldermans, divenuta in seguito anche emblema della potenza comunale. Le cappelle lungo la navata laterale nord vennero aggiunte intorno al 1500.
Durante le guerre di religione del XVI secolo, gran parte del mobilio e del tesoro andarono perduti e in particolare nel 1580 la cattedrale venne saccheggiata dagli inglesi. Le reliquie, disperse, furono successivamente ritrovate dai fedeli. Durante il regime calvinista, tra il 1580 e 1585, la chiesa divenne di culto protestante e tutti gli oggetti di culto cattolico furono rimossi. Il 4 agosto 1585 la cattedrale tornò al Cattolicesimo.
Il tesoro della cattedrale venne nuovamente depretato durante le invasioni napoleoniche del 1792 e del 1794. La cattedrale, inoltre, fu gravemente danneggiata dai bombardamenti durante la prima guerra mondiale e da un incendio nel 1972.

## La Torre di San Rombaldo
La possente torre, una delle più famose del Belgio, domina con la sua massa quadrangolare il paesaggio urbano. Nel corso dei secoli servì non solo da campanile alla cattedrale, ma anche come Beffroi alla città, quindi atto a custodire i preziosi diplomi dei diritti cittadini, la campana dall'allarme incendi e come torre di avvistamento.
A Jan II Keldermans si deve l'ambiziosissimo progetto, concepito per una torre dall'altezza di 600 piedi (circa 167 metri). I lavori delle fondamenta iniziarono nel 1449 e la prima pietra della torre fu posta il 22 maggio 1452. L'esecuzione dei lavori, nelle stesse mani del progettista, avanzavano di circa 1,5 metri all'anno. Ma con l'iniziare delle guerre di religione i mezzi scarseggiarono e i lavori rallentarono, fino ad essere definitivamente sospesi nel 1520. Inoltre nel 1546 esplose la polveriera della città e con essa un terzo di Malines venne devastata con circa 200 vittime. Allora si decise l'abbandono del progetto e la torre restò incompiuta all'altezza di 97,28 metri.
La torre venne dotata, all'epoca, di un grandioso carillon di 49 campane ancora funzionante e raddoppiato nel 1981 dalla Real Fonderia Eijsbouts. Fra le 98 campane che oggi lo compongono emergono la Salvator, dal peso di 8,884 tonnellate; Jehsus fusa nel 1460; e Liberation aggiunta nel 1947. Il peso totale dello strumento è di oltre 80 tonnellate.

## Interno
L'entrata principale è sotto la torre ed immette direttamente nella navata centrale. Il vasto interno è a pianta a croce latina, diviso in tre navate da pilastri cilindrici, con transetto, coro a deambulatorio e cappelle radiali. Del preziosissimo mobilio gotico, di cui si contavano circa 40 altari finemente decorati, non restano che gli stemmi araldici lignei, appesi alle pareti. Risalgono ai Trenta cavalieri del Toson d'oro che si riunivano nella cattedrale presieduti dal giovane Filippo il Bello durante la sua reggenza borgognona da parte del padre. Infatti gli arredi antichi scomparvero durante le guerre di religione del 1566-1585, quando la cattedrale, pur risparmiata dall'Iconoclastia del 1566, subì i saccheggi spagnoli, del 1572 da parte delle truppe di Don Fadrique, figlio del Duca d'Alba; e quello furioso dei mercenari inglesi al servizio degli Stati Generali nel 1580.
Col ritorno al Cattolicesimo, nel XVII secolo si provvide alla ridecorazione dell'edificio. Furono aggiunte le statue degli Apostoli e degli Evangelisti ai pilastri della navata centrale, commissionate delle vetrate istoriate e ingaggiato lo scultore Luc Fayd'herbe per il nuovo arredo del presbiterio. Fayd'herbe nel 1665 realizza l'altar maggiore marmoreo in stile barocco con 25 dipinti della Storia di San Rombaldo, e le quattro tombe degli arcivescovi ai lati.

### Opere d'arte
- Pulpito intagliato da Michiel van der Voort, del 1721-23.
- Crocifissione di Antoon van Dyck, 1627, nell'altare del transetto destro.
- Trittico della Circoncisione di Cristo[5] di Michiel Coxcie, del 1580 circa, nel deambulatorio.
- Trittico della Tortura di San Giorgio di Michiel Coxcie, del 1580 circa, nel deambulatorio.
- Adorazione dei Pastori di Erasmus Quellinus il Vecchio, del 1609, nell'altare del transetto sinistro.

Inoltre una balaustra di Artus Quellinus il Giovane, dipinti di Abraham Janssens e Gaspar de Crayer

## Dimensioni
| Lunghezza esterna: 118 metri                 |
| Altezza delle volte: 29 metri                |
| Larghezza della navata centrale: 13,30 metri |
| Lunghezza del transetto: 41,20 metri         |
| Altezza della Torre: 97,28 metri             |
| Salita alla Torre: 514 gradini               |
| Superficie dell'edificio: 3.870 m²           |

## Galleria d'immagini

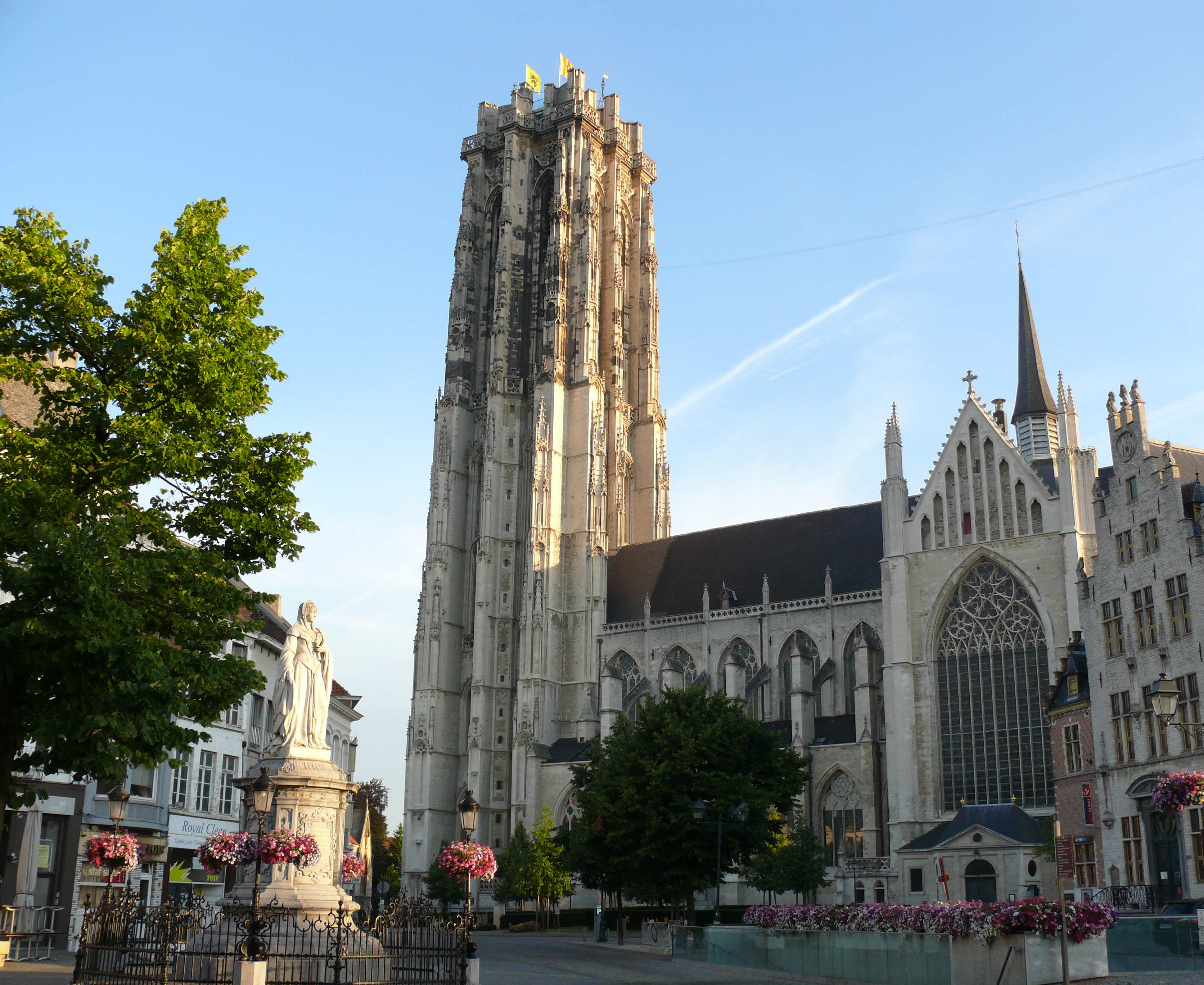
Veduta della cattedrale
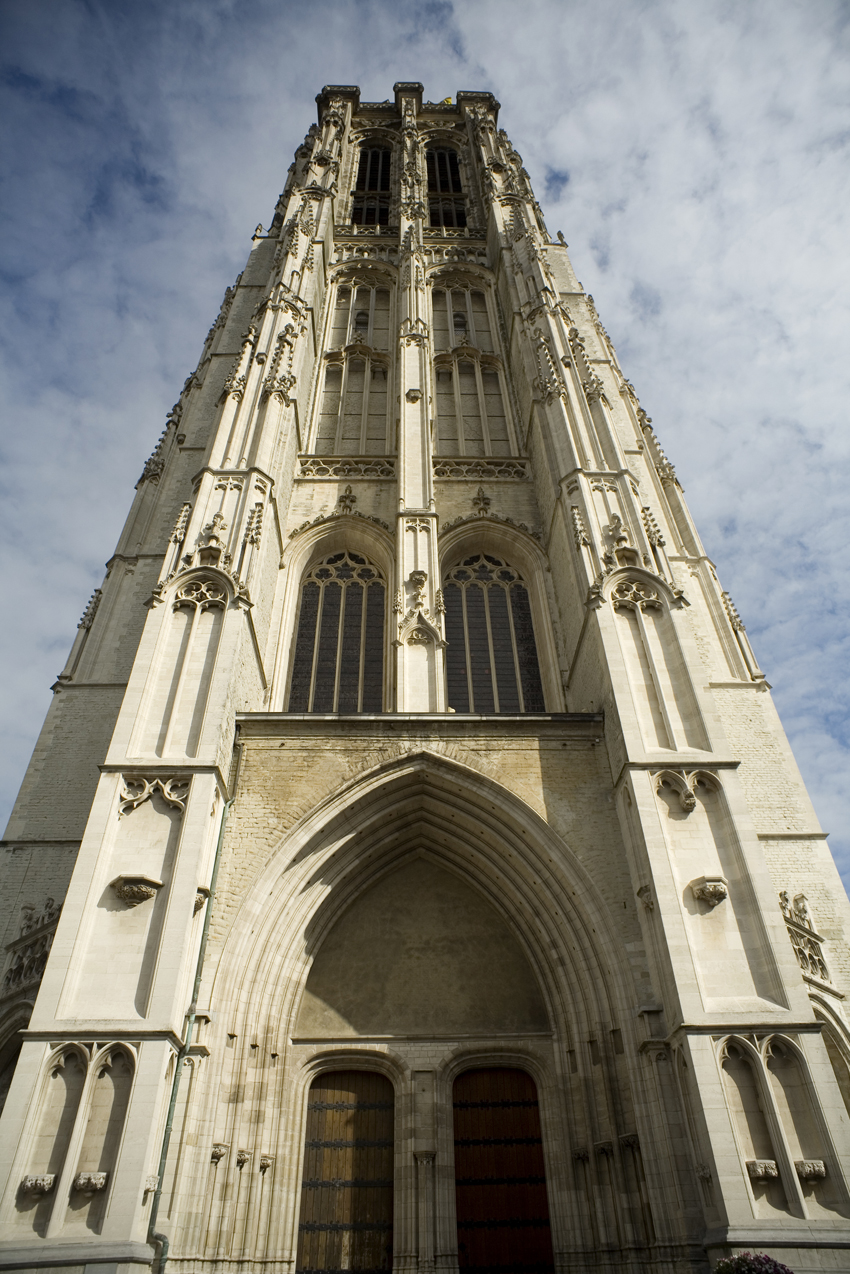
La torre
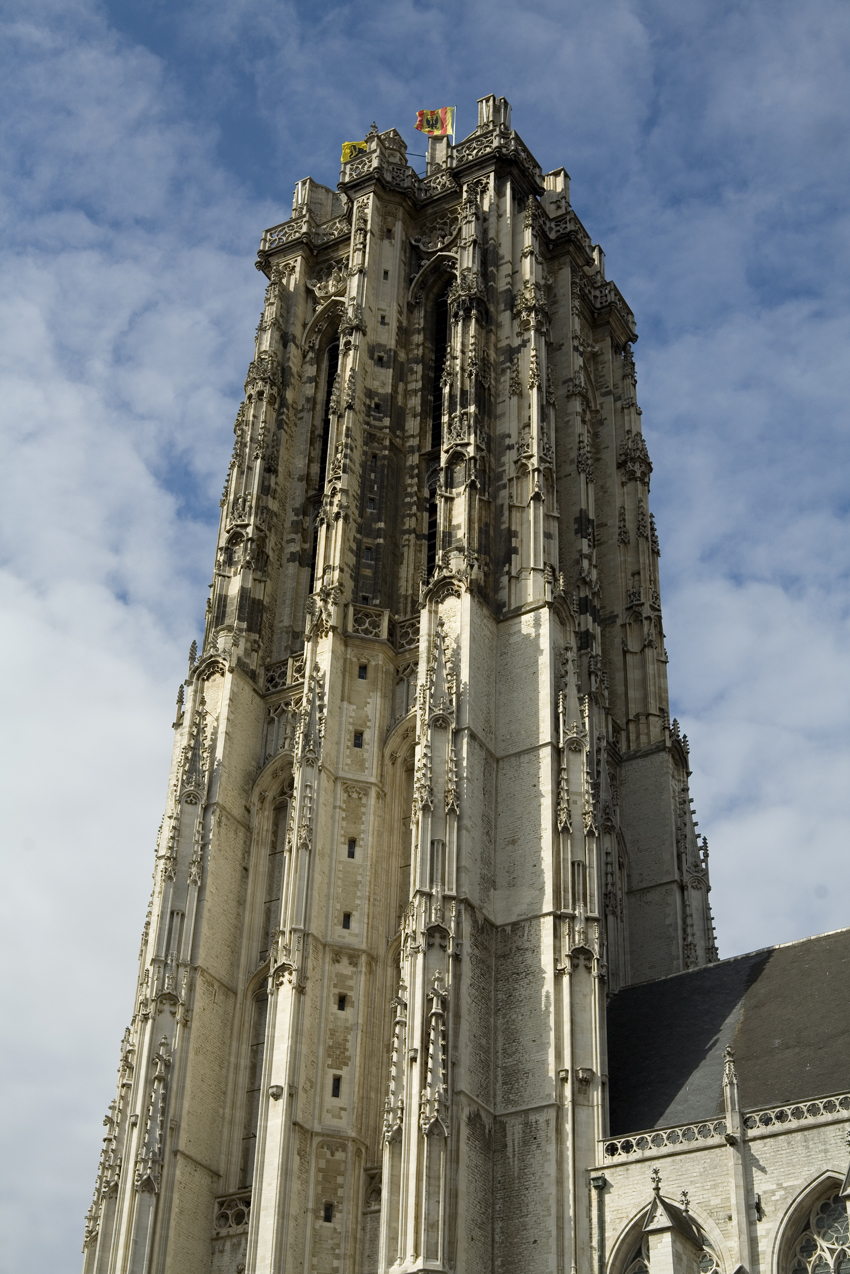
La torre
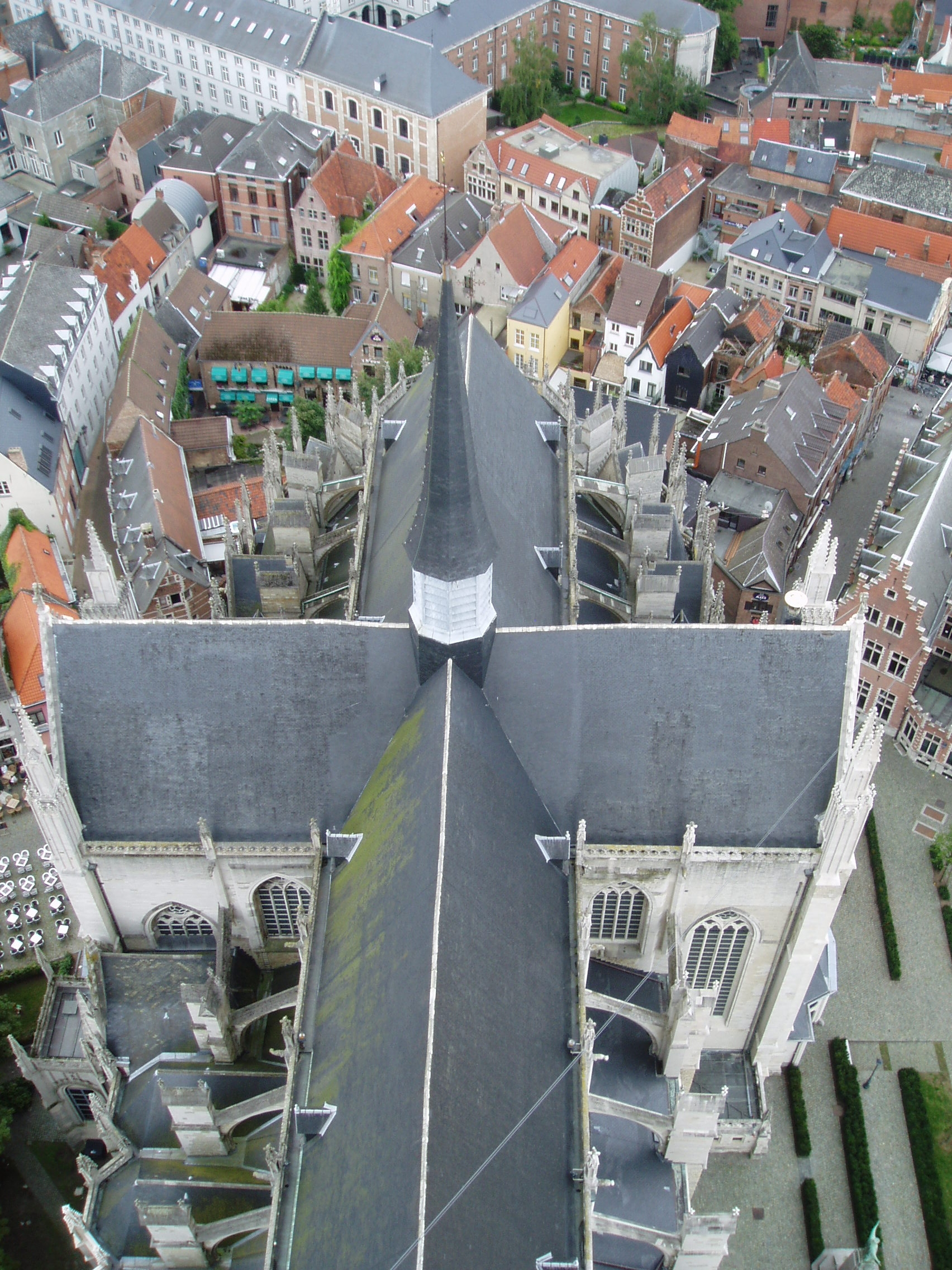
Veduta dalla torre
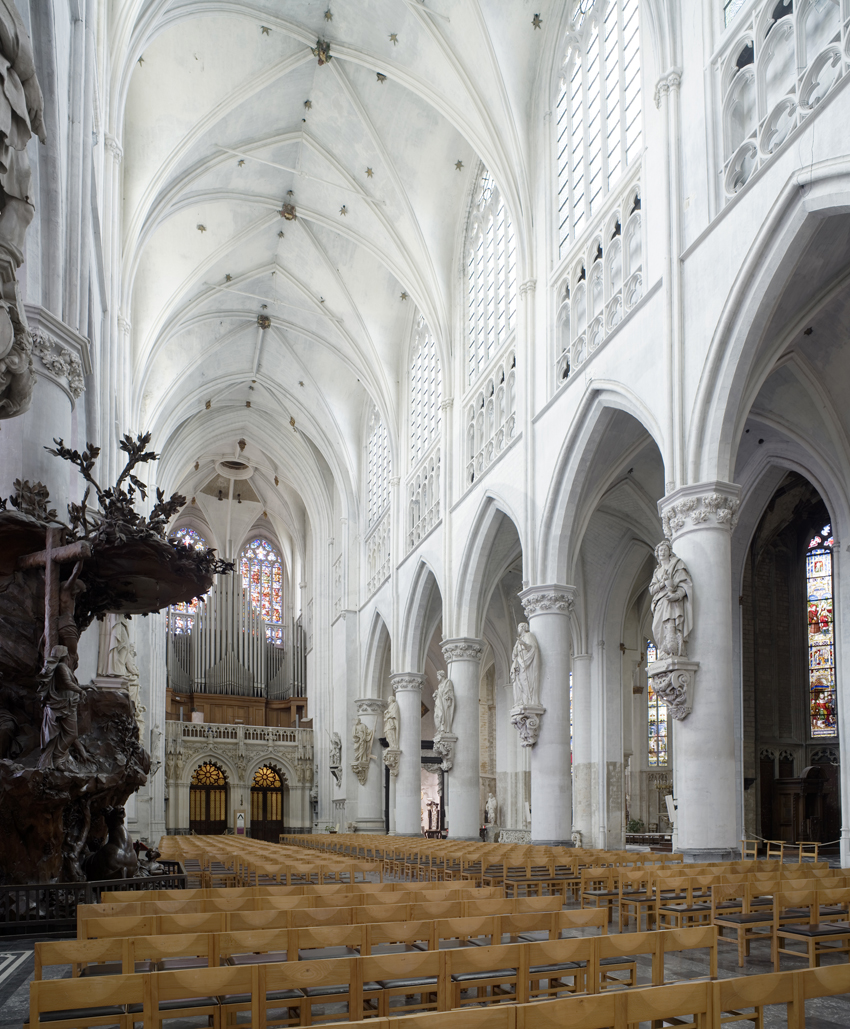
Veduta dell'interno
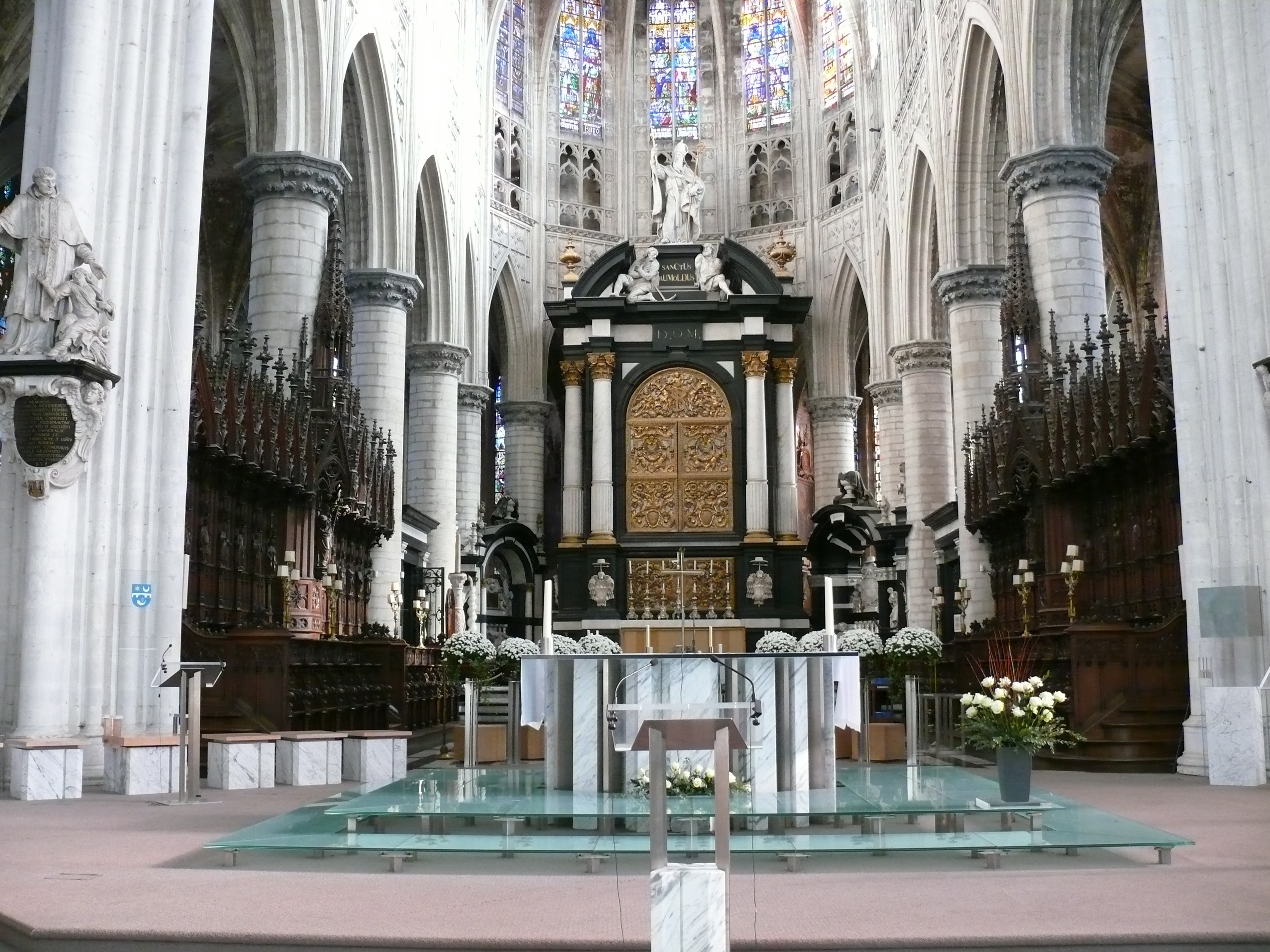
Il coro
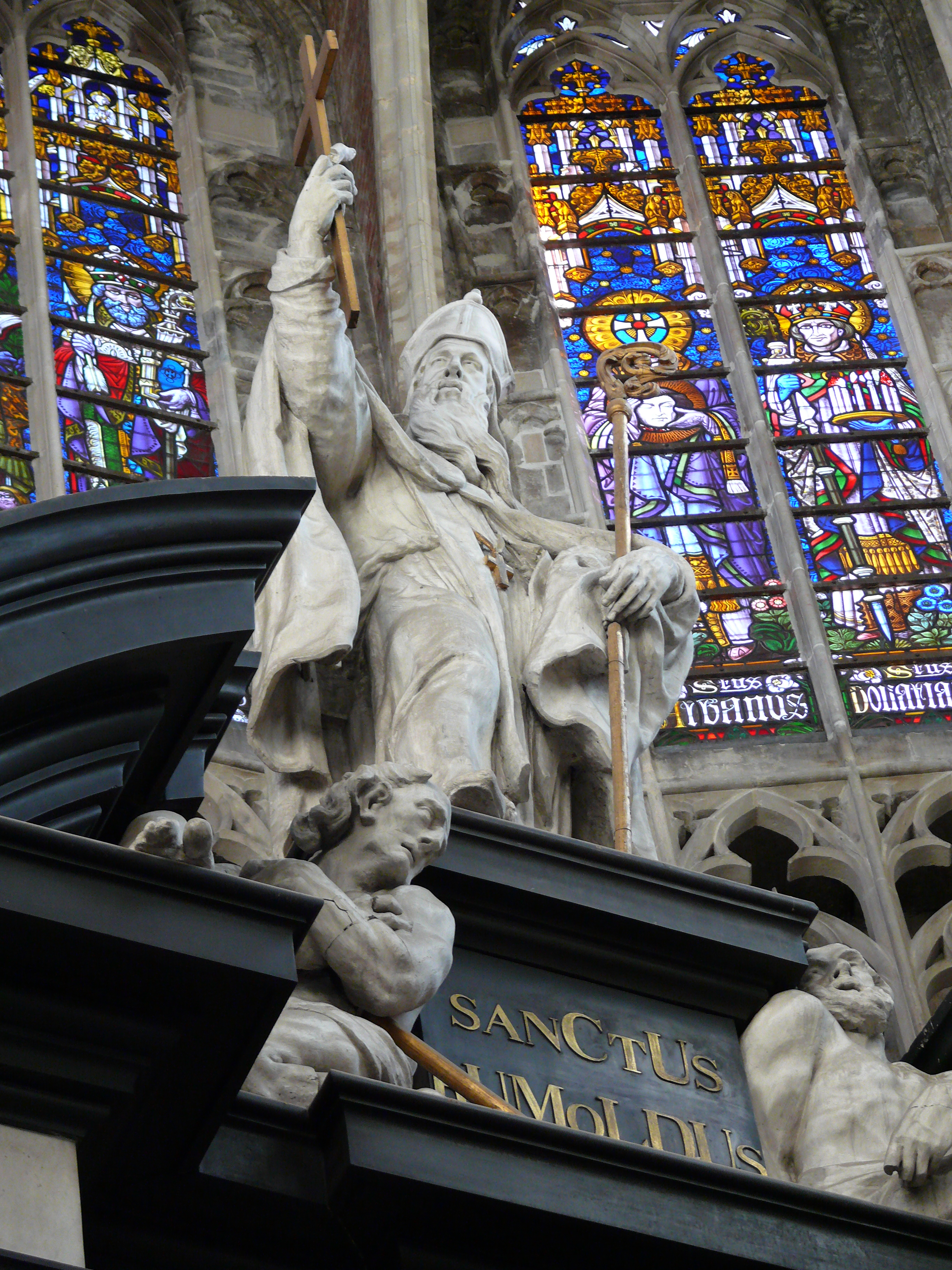
La statua di san Rombaldo nel coro
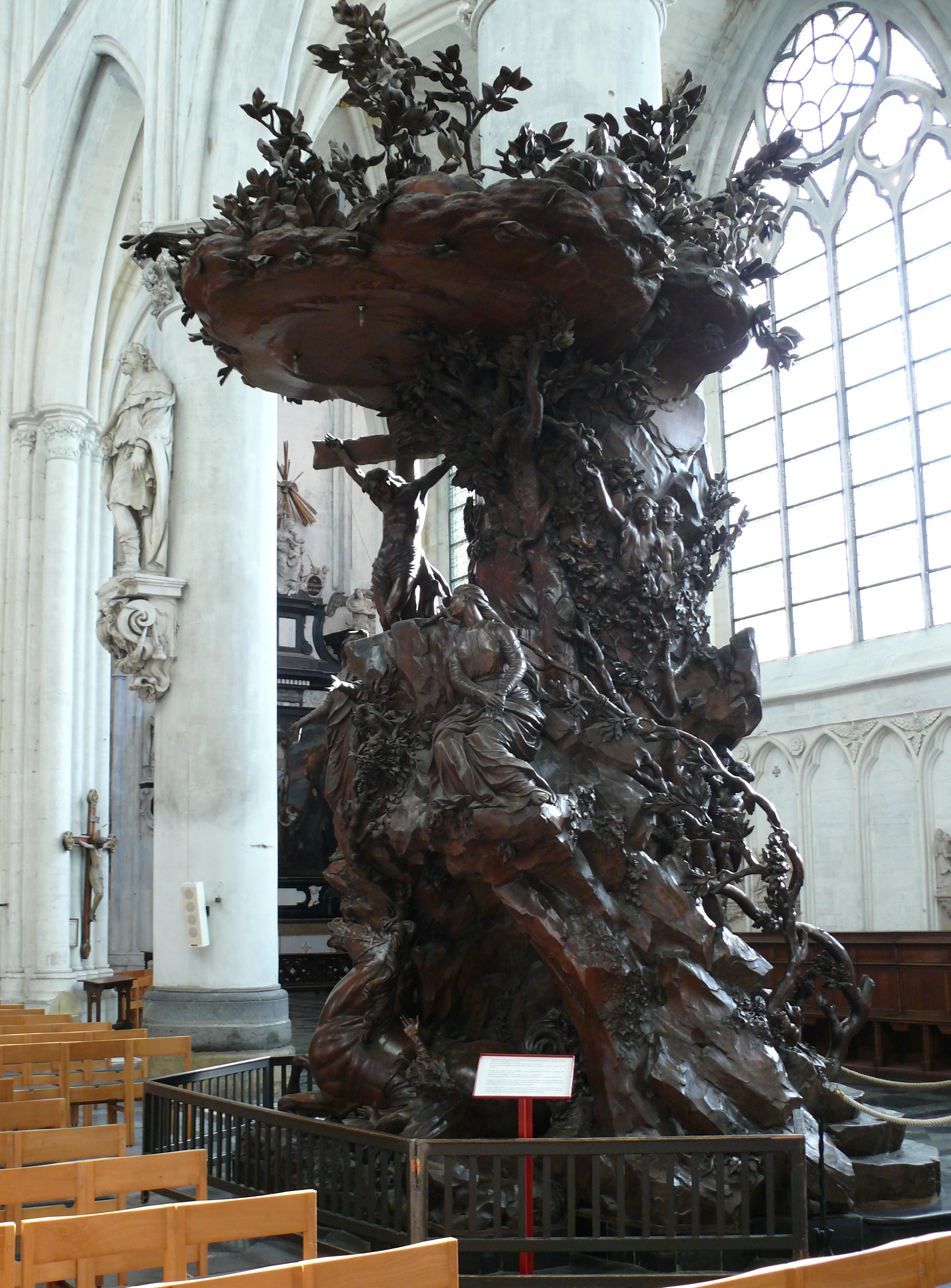
Pulpito intagliato da Michiel van der Voort, del 1721-23
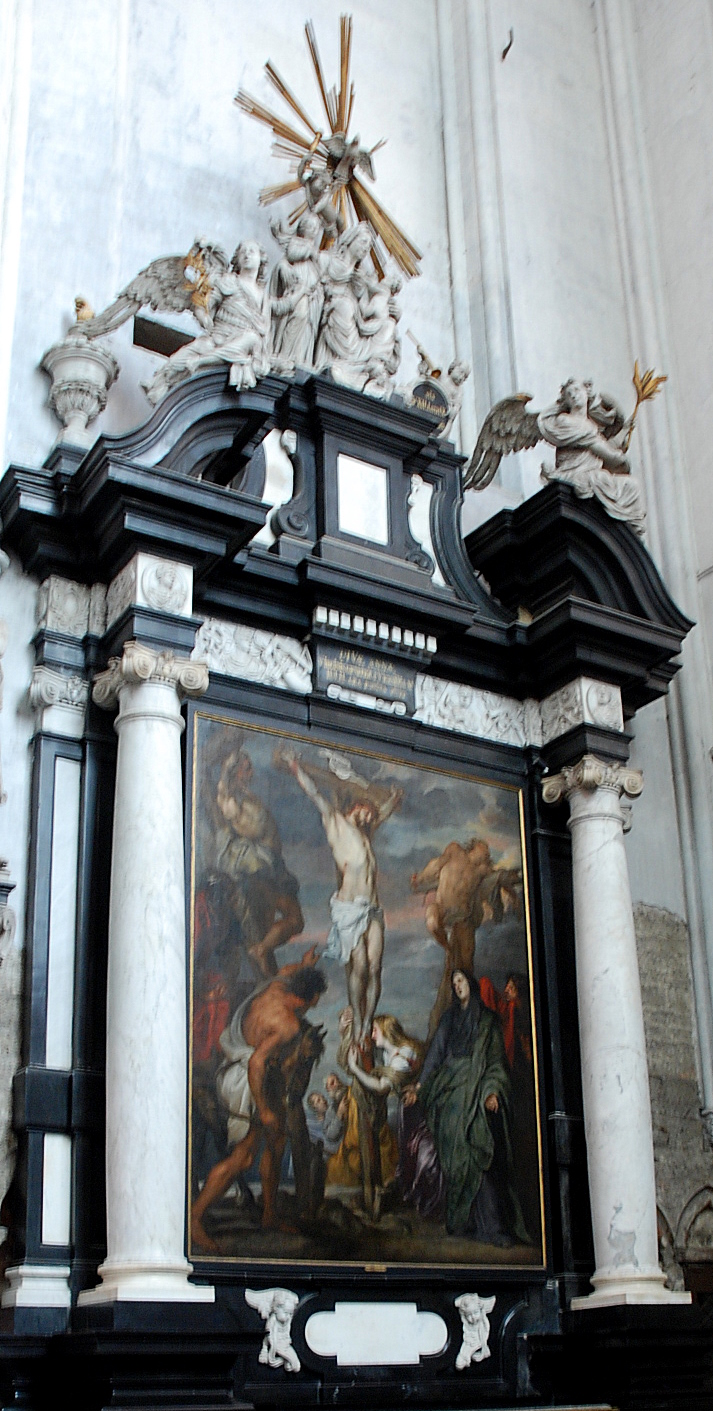
Crocifissione di Antoon van Dyck, 1627
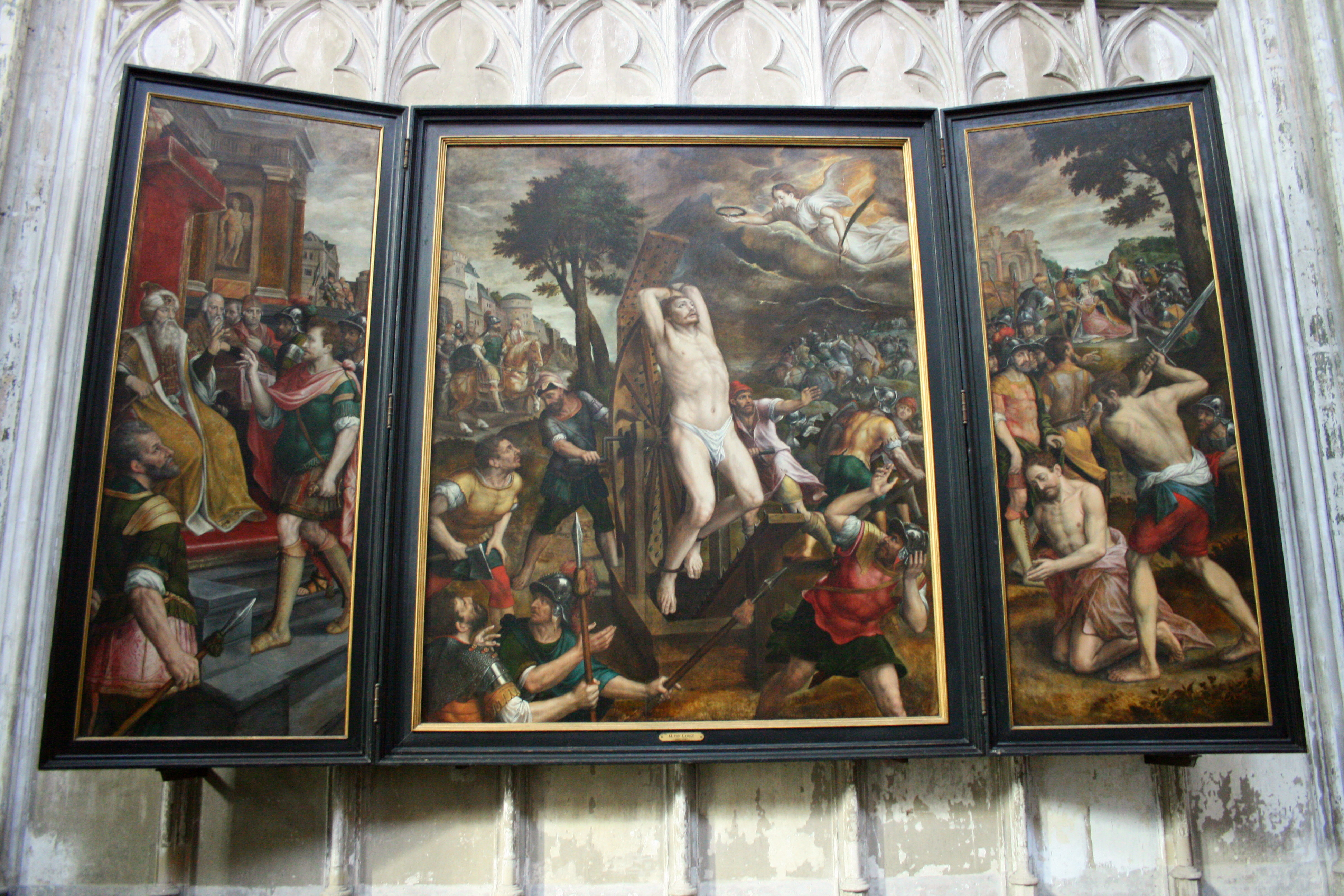
Trittico della Tortura di san Giorgio di Michiel Coxcie, 1580 circa
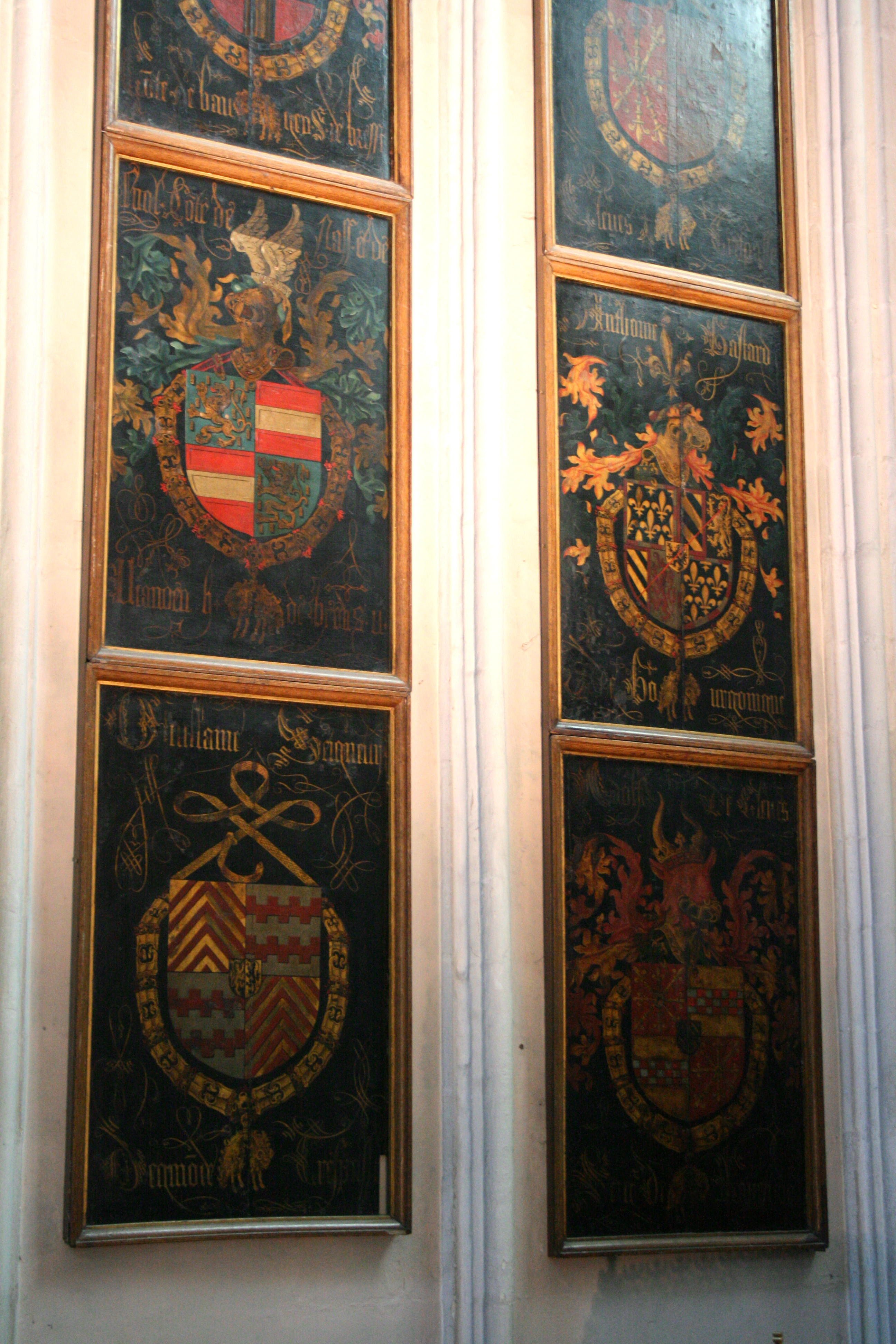
Stemmi dei cavalieri del Toson d'oro